# كوهرشاد بيكم

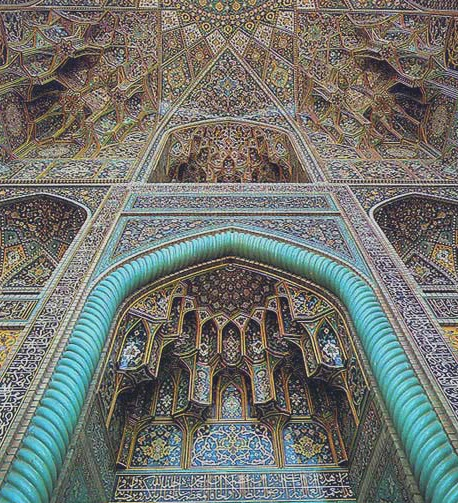
إيوان عباسي في ساحة عتيق، مجمع الإمام الرضا، مشهد. إيران.

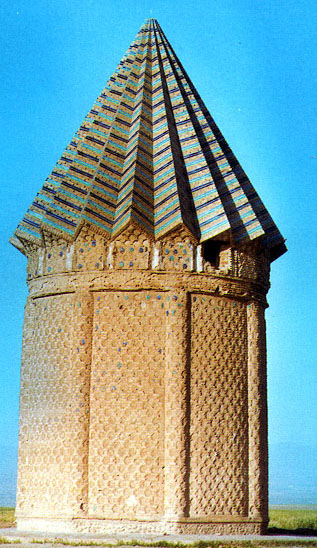
قبر أخانجان، حيث دفنت شقيقة كوهر شاد كوهر تاج. الهندسة المعمارية هي مثال جيد للعصر التيموري في بلاد فارس.

كوهرشاد بيكم (بالفارسية: گوهرشاد بیگم واسمها يعني «الجوهرة المبهجة» أو «الجوهرة اللامعة»؛ توفيت في 19 يوليو 1457)، المعروفة بـ«المهد العُليا»، كانت الملكة والقرين الرئيسي لشاهرخ، إمبراطور الدولة التيمورية.

## الحياة
كانت ابنة غيث الدين طرخان، أحد النبلاء المهمين والمؤثرين في عهد تيمورلنك. وفقًا للتقاليد العائلية، تم إعطاء لقب طرخان للعائلة من قبل جنكيز خان شخصيًا.

### زواج
تزوجت كوهر شاد من شاهرخ على الأرجح في عام 1388، وبالتأكيد قبل عام 1394 حيث ولد ابنهما ألغ بك. كان زواجاً ناجحاً، بحسب بالاد هراة التي تغني عن حب شاهرخ لها. لكن لا يُعرف سوى القليل عن السنوات الأربعين الأولى معًا، باستثناء ما يتعلق بمبانيها.
لعبت كوهر شاد، جنبًا إلى جنب مع إخوتها الذين كانوا إداريين في البلاط التيموري في هراة، دورًا مهمًا للغاية في التاريخ التيموري المبكر. في 1405 نقلت العاصمة التيمورية من سمرقند إلى هراة.
كان لها دور فعال في بناء مجمع المصلى في هراة.
تحت رعايتها، ارتقت اللغة الفارسية والثقافة الفارسية إلى عنصر رئيسي في السلالة التيمورية. قادت هي وزوجها نهضة ثقافية من خلال رعايتهما الباذخة للفنون، وجذبت فناني البلاط والمعماريين والفلاسفة والشعراء المعترف بهم اليوم من بين أكثر الشخصيات شهرة في العالم، بما في ذلك الشاعر عبد الرحمن الجامي. لا تزال العديد من الأمثلة الرائعة للهندسة المعمارية التيمورية في هراة اليوم.

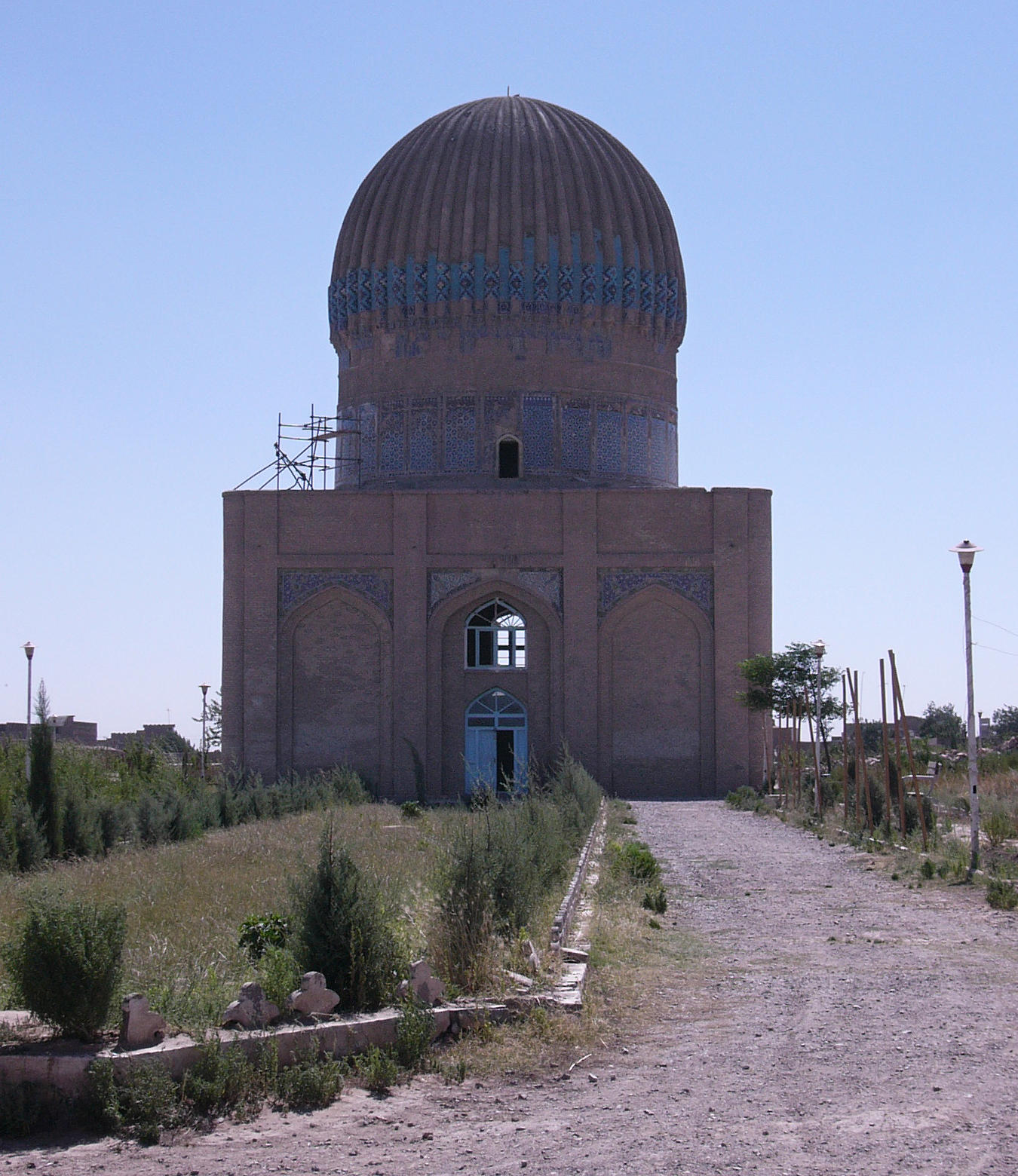
قبر في هراة

### السنوات اللاحقة
بعد وفاة زوجها عام 1447، قامت كوهر شاد بمناورة حفيدها المفضل على العرش. لمدة عشر سنوات أصبحت الحاكم الفعلي لإمبراطورية تمتد من نهر دجلة إلى حدود الصين. عندما تجاوزت الثمانين من عمرها، تم إعدامها في 19 تموز (يوليو) 1457 بأمر من السلطان أبي سعيد.
ووفقا للأسطورة، تفحصت كوهر شاد ذات مرة مسجد ومدرسة دينية (الكتاتيب) في هراة تحوي مائتي من الحضور من الإناث، بعد أن تم إخلاء المدرسة من طلابها الذكور. بقي أحد الشباب، وكان نائما في حجرته، اكتشفته أحدي الطالبات وأغرته. عندما اكتشفت كوهر شاد الأمر، أمرت بتزويج مائتي من الطالبات من الطلاب.  

## مكان الدفن
يقع قبر كوهر شاد بجوار المدرسة التي بنتها والتي بقيت المئذنة منها حتى يومنا هذا.

## إرثها
جامعة نسائية في كابل تم افتتاحها عام 2003 تحمل اسم كوهر شاد 
كوهر شاد كان لها مسجد ("مسجد كوهرشاد") تم بناؤه عام 1418 في مشهد، خراسان. شقيقتها كوهر تاج لديه أيضا قبر في خراسان.